# Habilitační práce
Habilitační práce (hovorově někdy též habilitačka, angl. habilitation thesis) je typ školní práce, kterou obhajují uchazeči o tzv. docenturu na univerzitních vysokých školách (univerzitách). Jde o obsáhlou práci (tzv. kvalifikační), která by měla být na odborné úrovni (vědecká práce), a jejíž úspěšná obhajoba je pro uchazeče jednou z podmínek pro řádné ukončení habilitace, tedy řízení, které předchází jmenování docentem.
Tato práce se někdy též označuje jako „docentská práce.“ Habilitační práce je spjata s rozsáhlejší oponenturou.
Habilitační práci zpravidla vypracovává absolvent doktorského studijního programu (tedy doktor – Ph.D.), zařazený typicky na pozici odborného asistenta, nejdříve zpravidla po několika letech od ukončení tohoto svého studia (dříve „postgraduální studium“), a to pokud se dotyčný rozhodl podstoupit habilitační řízení.
Avšak dle českého vysokoškolského zákona nemusí být habilitační řízení zahájeno pouze s absolventem doktorského vzdělání (typicky Ph.D. či Th.D.), ale de fakto s kýmkoliv, kdo získal jakýkoliv vysokoškolský titul. To znamená, že teoreticky může být habilitační řízení zahájeno také s osobou, jenž získala pouze bakalářské vysokoškolské vzdělání. 
Obhajoba habilitační práce před habilitační komisí je součástí zmíněného řízení, přičemž uchazeč o habilitaci uvádí, v jakém oboru o habilitaci žádá (docentem je příp. jmenován pro určitý obor). Habilitačnímu řízení nicméně nepředchází další formální studium, ale vědecko-pedagogická (nebo umělecko-pedagogická) činnost – typicky činnost ve výzkumu, publikování, výuka atd.
Habilitační prací se v Česku dle vysokoškolského zákona rozumí výslovně: „písemná práce, která přináší nové vědecké poznatky, nebo soubor uveřejněných vědeckých prací nebo inženýrských prací doplněných komentářem, nebo tiskem vydaná monografie, která přináší nové vědecké poznatky, nebo umělecké dílo nebo umělecký výkon nebo jejich soubor, kterým je například vynikající veřejná umělecká činnost.“

## Historie
V současnosti musí ze zákona příslušná habilitační komise ve složení schváleném vědeckou radou (uměleckou radou) jmenovat 3 oponenty pro habilitační práci, přičemž z vysoké školy, na které se habilitační řízení koná, může být maximálně jeden z nich. Příslušná habilitační komise pak na základě posudků oponentů hodnotí úroveň předložené habilitační práce.

## Náležitosti
Upřesňující podmínky k habilitační práci, např. formální náležitosti, si příslušná univerzita může stanovit svým vnitřním předpisem, kupříkladu tzv. habilitačním řádem, a to vzhledem k určitému oboru.
Habilitační práce obecně bývá rozsáhlé a závažné vědecké dílo v daném oboru nebo daný obor rozvíjí či posouvá. Habilitační prací se v současnosti v Česku, dle současného zákona, rozumí výslovně: „písemná práce, která přináší nové vědecké poznatky, nebo soubor uveřejněných vědeckých prací nebo inženýrských prací doplněných komentářem, nebo tiskem vydaná monografie, která přináší nové vědecké poznatky, nebo umělecké dílo nebo umělecký výkon nebo jejich soubor, kterým je například vynikající veřejná umělecká činnost.“
Pro případné pozdější získání tzv. profesury se již kvalifikační práce nepředkládá, zpracovávána je pouze tzv. profesorská přednáška s dosavadními výsledky, dalším konceptem rozvoje atp. (více: Řízení ke jmenování profesorem, Hirschův index, Impakt faktor, Recenzní řízení).
Úspěšný obhájce či úspěšná obhájkyně této vědecké práce, pokud splní i další podmínky habilitačního řízení je následně jmenován docentem pro určitý obor; je tedy způsobilý zastávat pozici docenta na některé z vysokých škol. (Další uvedené podmínky jsou typicky: habilitační přednáška, praxe, odpovídající životopis, seznamy publikací a jiných prací, přehled stáží apod. – s prací toto dohromady pak zpravidla tvoří tzv. habilitační spis; podrobněji: Habilitační řízení.)

## Oponentura
Jednotliví oponenti zpracovávají své odborné posudky, tyto pak slouží pro posuzování habilitační komisí.